# Philonthus carbonarius
Philonthus carbonarius es una especie de escarabajo del género Philonthus, familia Staphylinidae. Fue descrita científicamente por Gravenhorst en 1802.
Se distribuye por Europa. Habita en Rusia (Europa, Siberia, Lejano Oriente), Argelia, islas Canarias, Georgia, Turquía, Irán, Kazajistán, Kirguistán, Uzbekistán, India, Nepal, Mongolia y China (Heilongjiang). Especie introducida en Canadá y los Estados Unidos.